# Craugastor saltuarius
Espèce
Synonymes
- Eleutherodactylus saltuarius McCranie & Wilson, 1997

Statut de conservation UICN

 CR A2ace : 
En danger critique
Craugastor saltuarius est une espèce d'amphibiens de la famille des Craugastoridae.

## Répartition
Cette espèce est endémique du Honduras. Elle se rencontre de 1 550 à 1 800 m d'altitude dans la cordillère Nombre de Dios dans les départements d'Atlántida et de Yoro.

## Publication originale
- McCranie & Wilson, 1997 : A review of the Eleutherodactylus milesi-like frogs (Anura, Leptodactylidae) from Honduras with the description of four new species. Alytes, vol. 14, no 4, p. 147-174.